# Gia Mantegna
Gia Mantegna (New York, 17 april 1990) is een Amerikaans actrice. Ze is onder andere bekend van haar rol in de ABC-sitcom The Middle.

## Biografie
Mantegna maakte haar acteerdebuut op dertienjarige leeftijd in de film Uncle Nino naast Anne Archer, Trevor Morgan en haar vader Joe Mantegna. Later verscheen ze in 13 Going on 30. In 2006 vertolkte Mantegna de rol van Grace Conrad in de Warner Bros.' kerst komediefilm Unaccompanied Minors. Daarnaast was ze een van de zeven hoofdrolspelers in de televisiefilm Murder Book van Fox Broadcasting Company. Mantegna had ook een rol in The Neighbor naast Matthew Modine, Michele Laroque and Ed Quinn.
Op achttienjarige leeftijd veranderde ze jaar professionele naam naar Gia.
Ze maakte in 2008 een gastoptreden in seizoen 3 van de televisieserie Criminal Minds, waarin haar vader eveneens te zien was. Ze speelde de tiener Lindsey Vaugh, ooggetuige van de moord op haar beste vriendin. Mantegna had tevens de rol van Patty Mary in The Secret Life of the American Teenager.
In 2010 verscheen Mantegna in de film And Soon the Darkness. Ook had ze een rol in de TeenNick televisieserie Gigantic.
In 2011 was Mantegna Golden Globe ambassadeur tijdens de 68ste Golden Globe Awards.
In 2011 had Mantegna rollen in de horrorfilm Apartment 143 en de romantische komediefilm Getting That Girl. Daarnaast had ze terugkeren rollen in de sitcom The Middle en in de televisieserie Under the Dome. Mantegna speelde in 2014 de rol van de ontvoerde dochter van hoofdrolspeler Jason Patric in The Prince
In 2017 keerde Mantegna terug in de gastrol van Lindsey Vaugh die als lokvrouw onderdeel was van een drugskartel.

## Filmografie

### Films
| Jaar | Film                  | Rol             | Opmerking                   |
| ---- | --------------------- | --------------- | --------------------------- |
| 2003 | Uncle Nino            | Gina Micelli    | Geciteerd als Gina Mantegna |
| 2004 | 13 Going on 30        | Gina            | Geciteerd als Gina Mantegna |
| 2006 | Unaccompanied Minors  | Grace Conrad    | Geciteerd als Gina Mantegna |
| 2007 | In the Land of Women  | Tienermeisje #3 | Geciteerd als Gina Mantegna |
| 2007 | The Neighbor          | Ally            | Geciteerd als Gina Mantegna |
| 2010 | And Soon the Darkness | Camila          |                             |
| 2011 | Apartment 143         | Caitlin White   |                             |
| 2011 | Getting That Girl     | Mandy Meyers    |                             |
| 2013 | Empire State          | Vicky           |                             |
| 2013 | The Frozen Ground     | Debbie Peters   |                             |
| 2013 | Jake Squared          | Sarah           |                             |
| 2014 | California Scheming   | Chloe           |                             |
| 2014 | Ask Me Anything       | Jade            |                             |
| 2014 | Squatters             | Stephanie       |                             |
| 2014 | The Prince            | Beth            |                             |
| 2020 | All for Nikki         | Nikki Duke      | Tevens uitvoerend producent |

### Televisie
| Jaar       | Serie                                    | Rol                           | Extra                                                                                      |
| ---------- | ---------------------------------------- | ----------------------------- | ------------------------------------------------------------------------------------------ |
| 2005       | Murder Book                              | Claire Gilroy                 | Televisiefilm, geciteerd als Gina Mantegna                                                 |
| 2007       | All I Want for Christmas                 | Mary                          | Televisiefilm (Hallmark), geciteerd als Gina Mantegna                                      |
| 2008, 2017 | Criminal Minds                           | Lindsey Vaughn/Carol Atkinson | Terugkerende rol; 4 afleveringen (seizoen 3 & 12)                                          |
| 2008–2009  | The Secret Life of the American Teenager | Patty Mary                    | Aflevering: "What Have You Done to Me?"; geciteerd als Gina Mantegna, "Ciao", "Summertime" |
| 2009       | Medium                                   | Devin Mitchell                | Aflevering: "Who's That Girl"                                                              |
| 2010–2011  | Gigantic                                 | Vanessa King                  | Hoofdrol; 18 afl.                                                                          |
| 2013       | Perception                               | Erica Beecher                 | Episode: "Asylum" (Season 2 Episode 9)                                                     |
| 2014–2017  | The Middle                               | Devin Levin                   | Terugkerende rol (seizoen 6–7), gastrol (seizoen 8); 8 afl.                                |
| 2015       | Cheerleader Death Squad                  | Grace                         | Televisiepilot                                                                             |
| 2015       | Under the Dome                           | Lily Walters                  | Terugkerende rol; 6 afl. (seizoen 3)                                                       |
| 2017       | Life After First Failure                 | Christina Robbins             | Hoofdrol; 6 afl.                                                                           |
| 2018–2019  | The Dead Girls Detective Agency          | Charlotte Feldman             | Hoofdrol; 35 afl.                                                                          |
| 2019       | Magnum P.I.                              | Karen McDowell                | Aflevering: "Black is the Widow"                                                           |